# Lypha ornata
Lypha ornata är en tvåvingeart som beskrevs av Aldrich 1934. Lypha ornata ingår i släktet Lypha och familjen parasitflugor. Inga underarter finns listade i Catalogue of Life.